# آگاوا هیرویوکی
آگاوا هیرویوکی (به ژاپنی: 阿川 弘之, Agawa Hiroyuki); ۲۴ دسامبر ۱۹۲۰ – ۳ اوت ۲۰۱۵) نویسنده، و رمان‌نویس اهل ژاپن بود.
وی همچنین برندهٔ جوایزی همچون نشان فرهنگ و شخص افتخار فرهنگ شده‌است.